# Långared
Långared – miejscowość (tätort) w Szwecji, w regionie administracyjnym (län) Västra Götaland, w gminie Alingsås.
Według danych Szwedzkiego Urzędu Statystycznego liczba ludności wyniosła: 264 (31 grudnia 2015), 281 (31 grudnia 2018) i 282 (31 grudnia 2019).